# باول سكوت
باول سكوت (بالإنجليزية: Paul Scott)‏ (5 نوفمبر 1979 بويكفيلد في المملكة المتحدة - ) هو لاعب كرة قدم بريطاني في مركز الظهير. لعب مع نادي بوري وهدرسفيلد تاون ونادي موركامب.

## وصلات خارجية
- باول سكوت على موقع قاعدة بيانات كرة القدم.إي يو (الإنجليزية)
- باول سكوت على موقع Soccerbase.com (لاعب) (الإنجليزية)